# Hippocentrum strigipenne
Hippocentrum strigipenne är en tvåvingeart som först beskrevs av Karsch 1889.  Hippocentrum strigipenne ingår i släktet Hippocentrum och familjen bromsar. Inga underarter finns listade i Catalogue of Life.